# 白雲谷温泉

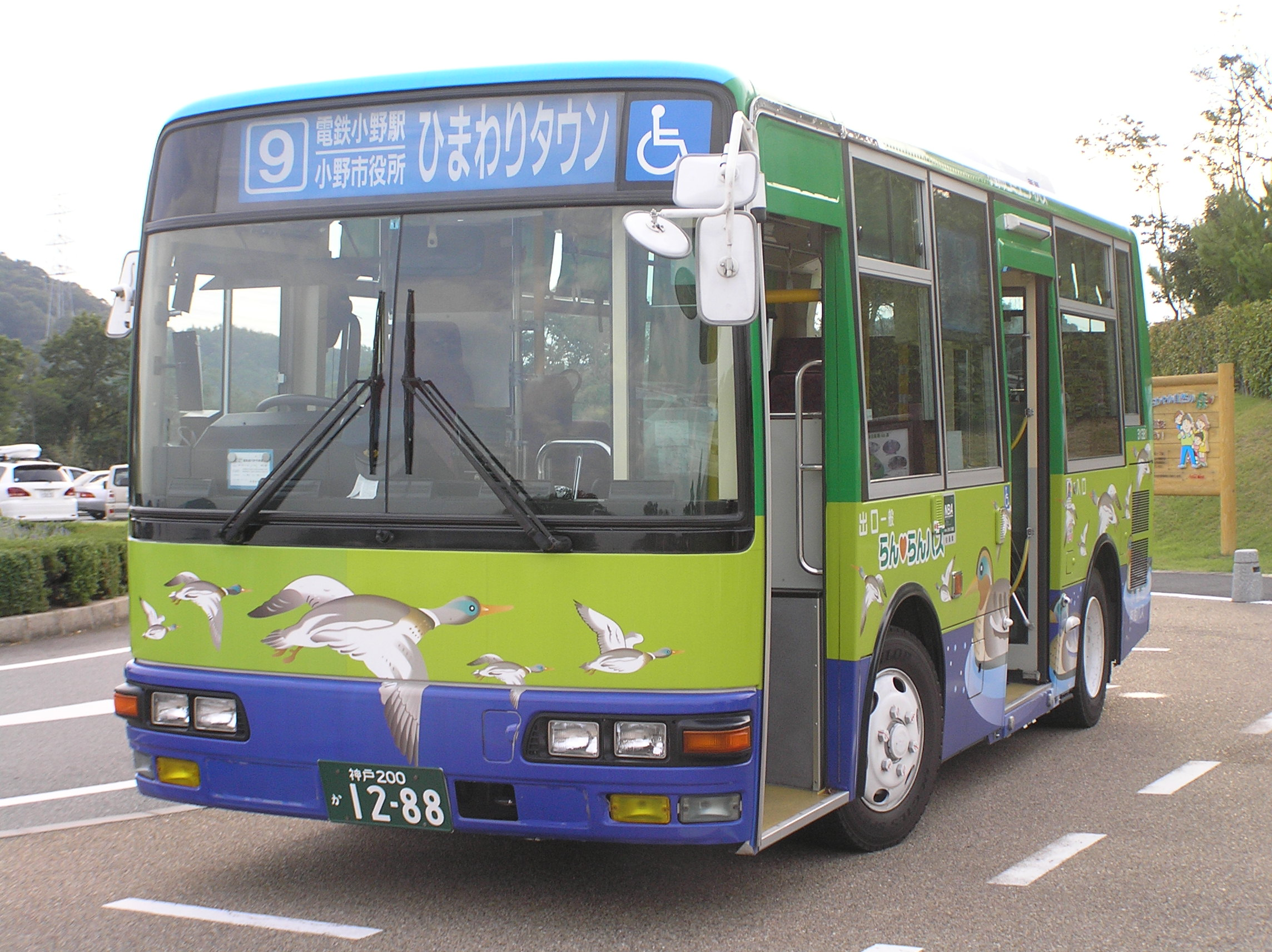
白雲谷温泉へはらんらんバスが近隣駅から出ている（白雲谷温泉で待機するらんらんバス）

白雲谷温泉（はくうんだにおんせん）は、兵庫県小野市にある温泉。

## 泉質
- カルシウム・ナトリウム - 塩化物泉（低温泉）
  - 源泉：温度25.6℃
  - 湧出量：毎分80リットル（日量260トン）
  - 飲泉：無

## 適応症
- 神経痛、筋肉痛、関節痛、五十肩、運動麻痺、打ち身、慢性消化器病、痔、冷え性、慢性皮膚炎、慢性婦人病、病後回復など。

## 温泉地
日帰り入浴施設であり施設名は「白雲谷温泉ゆぴか」。地下1,300mの三木断層（中生代の生野層群）から湧出、白雲谷池ほとりからであったことによる命名。
建物の設計者は昭和設計。外観はコンクリート打ちっ放しで入口には巨大な角材を組んだアーチの連続する長いアプローチが来客を迎えるのが印象的。谷形状を利用した建築であり、浴室は一段下がって位置するため玄関方向から建物全体は見えない。露天風呂の裏のすぐ裏側が野池（白雲谷池）となっており、湯船から俯瞰できる。また足湯も設置され、無料で利用できる。建物内部にはそろばん神社が祀られる。駐車場の収容力があるため、来客者が多い。
和食レストラン「白雲谷」（営業時間10:30-22:00）および地元物産も扱う売店が併設される。
2019年12月24日のリニューアルオープン後は、レストランが和食レストラン｢獅子銀｣に経営変更された。

## 歴史
- 2004年3月 日帰り入浴施設 開業。設計者は昭和設計。
- 2008年5月1日岩盤浴施設 誕生。
- 2019年12月24日大幅なリニューアルを行い、景色と湯船が一体化して見える｢インフィニティバス｣が登場した。

## その他
地元小野市出身の陸上競技選手である小林祐梨子もよく訪れる。

## アクセス
- 公共交通機関
  - JR西日本加古川線市場駅より小野市内循環バス「らんらんバス」乗車約4分ゆぴかバス停下車。
  - 神戸電鉄粟生線小野駅より小野市内循環バス「らんらんバス」乗車約17分

神戸電鉄粟生線の市場駅から徒歩30分、JR西日本加古川線の市場駅から徒歩15分となる。